# Aristofont de Còl·litos
Aristofont (en grec antic: Ἀριστόφων) va ser un polític i orador atenès natural del dem de Còl·litos i contemporani de Demòstenes.
Èsquines va ser el seu secretari, i al servei d'Aristofont va fer la seva carrera política. Com a orador va defensar Diopites i Cares, els homes més populars de l'època a Atenes, i Demòstenes en parla com un dels homes amb més autoritat i influència. Hi ha passatges de Demòstenes que no deixen clar si parla d'aquest Aristofont o d'Aristofont d'Azènia. Va morir abans del 330 aC.